# Helmut Kentler
Helmut Kentler (* 2. Juli 1928 in Köln; † 9. Juli 2008 in Hannover) war ein deutscher Psychologe, Sexualwissenschaftler und Professor für Sozialpädagogik an der Universität Hannover. Seit Anfang der 1990er Jahre werden sexualpolitische Positionen in seinen Schriften sowie seine praktische Tätigkeit als aktive Förderung von Pädosexualität kritisiert.
Helmut Kentler wird heute als „Schlüsselfigur“ und als einer der Hauptakteure pädosexueller Netzwerke betrachtet, der seine Position und Macht ausnutzte, um die Kontrolle über Fallführungen im Berliner Jugendamt zu übernehmen, mit der Folge der vielfachen „Kindeswohlgefährdung in öffentlicher Verantwortung“.

## Leben

### Ausbildung und Studium
Nach dem Abitur wollte Helmut Kentler zunächst Theologie studieren, um Pfarrer zu werden. Sein Vater hingegen verlangte von ihm eine technische Berufsausbildung. So machte Kentler zunächst eine Schlosserlehre bei der Lokomotivfabrik Henschel in Kassel und bekam anschließend einen Studienplatz in Elektrotechnik an der RWTH Aachen. Nach dem Tod des Vaters brach er das Studium in Aachen ab. 1953 bis 1954 machte er eine Dolmetscherausbildung in Englisch und Französisch. Danach studierte er in der Schweiz und in Freiburg im Breisgau Psychologie, Medizin, Pädagogik und Philosophie. Schon während seines Studiums beteiligte er sich an einem mehrjährigen Feldversuch mit Arbeiterjugendlichen, den er in seinem Buch über Jugendarbeit in der Industriewelt dokumentierte und reflektierte. 1959 legte Kentler darüber seine erste Buchveröffentlichung vor (Jugendarbeit in der Industriewelt); darin wird „christliche Glaubensbindung … noch explizit verkündet“ (so Rüdiger Lautmann 2008 in seinem Nachruf auf Kentler für die Humanistische Union), in späteren Veröffentlichungen war das nicht mehr der Fall. 1960 bestand er die Diplomhauptprüfung für Psychologie.

### Pädagogische Arbeit für die evangelische Kirche
Nach Beendigung seines Studiums war er zunächst als Jugendbildungsreferent an der Evangelischen Akademie Arnoldshain tätig. Im Anschluss daran arbeitete er von 1962 bis 1965 als wissenschaftlicher Mitarbeiter im Studienzentrum Josefstal (evangelische Jugendarbeit) bei Neuhaus am Schliersee. Die maßgeblich von ihm mit entwickelte Theorie einer emanzipatorischen Jugendarbeit machte ihn bundesweit bekannt.

### Wechsel in die Wissenschaft
Im Folgejahr war er als Assistent von Klaus Mollenhauer an der PH Berlin tätig. Danach wurde er Abteilungsleiter für Sozialpädagogik und Erwachsenenbildung am Pädagogischen Zentrum Berlin und von 1967 bis 1974 ebendort Abteilungsdirektor. 1975 promovierte er in Hannover mit der Dissertation Eltern lernen Sexualerziehung, die auch als Buch erschien und insgesamt bis in die 1990er Jahre eine Auflage von 30.000 Exemplaren erreichte. 1976 erhielt er einen Ruf als Hochschullehrer für die Ausbildung von Berufsschullehrern für Sonderpädagogik an die Universität Hannover, an der er bis zu seiner Emeritierung 1996 lehrte.

### Privates
Kentler war ledig, homosexuell und hatte drei Adoptivsöhne und einen Pflegesohn. Anfang der 1990er Jahre wohnte Kentler, nachdem er zuvor in einer „riesigen, hohen Altbauwohnung“ in Berlin gelebt hatte, in der Gartenhofsiedlung in Hannover-Marienwerder.

## Wirken
Kentler gehörte zu den Befürwortern einer „emanzipatorischen“ Jugendarbeit und zählt zu den Vertretern der Sexualaufklärung der 1960er und 1970er Jahre. In seiner Tätigkeit als Gerichtsgutachter und Experte für Kinder- und Jugendsexualität erreichte er in Fachkreisen Bekanntheit. Von 1979 bis 1982 war er Präsident der Deutschen Gesellschaft für Sozialwissenschaftliche Sexualforschung, später war er im Beirat der Humanistischen Union. Außerdem war er Mitglied der Deutschen Gesellschaft für Sexualforschung.
Zudem war Kentler ab 1980 Mitglied im Kuratorium der bis 1983 bestehenden Deutschen Studien- und Arbeitsgemeinschaft Pädophilie und später im Kuratorium der Arbeitsgemeinschaft Humane Sexualität. Diese Organisation steht heute wegen der Verharmlosung von Pädophilie in Kritik.
Theorie und Praxis gehörten für Helmut Kentler zeitlebens eng zusammen. Aus der Arbeit mit Jugendlichen und jungen Erwachsenen während seines Studiums und in den fünf Berufsjahren in kirchlichen Bildungseinrichtungen erwuchsen seine Einsichten in eine Theorie emanzipatorischer Jugendarbeit. Er machte in Theorie und Praxis erfahrbar, was Gruppenpädagogik und was Teamarbeit als vertrauensvolle und respektvolle Zusammenarbeit von Pädagogen mit unterschiedlicher Fachkompetenz und was die Einsicht in psychosoziale Zusammenhänge für den Lern- und Emanzipationsprozess für Jugendliche und Erwachsene bedeutet. Dies war in den 1960er Jahren eine Neuerung für die kirchliche Bildungsarbeit. Er wirkte neben seinen beruflichen Aufgaben auch beratend und lehrend in verschiedenen pädagogischen Praxisfeldern mit, so von 1970 bis 1974 im pädagogischen Beirat der ersten vom Berliner Senat geförderten Wohngemeinschaft für Trebegänger und entlaufene Fürsorgezöglinge am Maxdorfer Steig.
Während der Studentenunruhen in Berlin war Kentler zeitweise als „psychologischer Berater für Polizeifragen“ tätig. Aus den sexuellen Befreiungsversuchen der Berliner Studenten in Kommunen und Wohngemeinschaften resultierte sein Eintreten für eine emanzipatorische Sexualerziehung schon im Elternhaus, das sich in seiner Dissertation 1975 auch wissenschaftlich niederschlug und ihn im weiteren Verlauf seines Berufslebens zum Experten für Sexualerziehung werden ließ.

### Kentler-Experiment
Ende der 1960er Jahre brachte er in einem von ihm so bezeichneten „Modellversuch“ mehrere verwahrloste 13- bis 15-jährige Jungen, die er als „sekundärschwachsinnig“ einschätzte, bei ihm bekannten Pädophilen unter, die bereits wegen sexuellen Missbrauchs (und teilweise anderer Delikte) vorbestraft waren. Er gab vor, sie unter deren Obhut zu resozialisieren und zu reifen Erwachsenen heranwachsen zu lassen. Bis heute weiß man nicht genau, wie lang die Studie tatsächlich durchgeführt wurde. Vermutet wurde zunächst, dass sie über mehrere Jahrzehnte, bis in die 80er Jahre, weitergegangen sei, neuere Aussagen von Betroffenen schildern, dass sie im Rahmen des „Experiments“ „bis 2003 systematisch manipuliert, missbraucht und vergewaltigt“ wurden. Bekannt ist mittlerweile auch, dass es nicht nur Teenager, sondern auch wesentlich jüngere Kinder waren, die an die Pädophilen übergeben wurden. Zumindest zwei Fälle sind bekannt, wo die Kinder bereits im Alter von 5 Jahren in die pädophile Obsorge gelangten.
Kentler versprach sich vorgeblich von dem von ihm so bezeichneten „Experiment“, dass die Jugendlichen durch die Männer sozial wieder gefestigt würden. Dass die Erwachsenen nach aller Wahrscheinlichkeit sexuelle Handlungen mit den Minderjährigen ausüben würden, war ihm bewusst. Damit waren verschiedene  Straftatbestände verbunden – für die Pflegeväter § 174 a. F. (Unzucht mit Abhängigen) sowie, wenn die Jungen noch nicht 14 Jahre alt waren § 176 a.F. StGB (Unzucht mit Kindern), nach Vollendung des 14. Lebensjahres § 175 (Unzucht zwischen Männern) und für Kentler selbst Beihilfe zu den vorgenannten Tatbeständen sowie § 180 a.F. (Kuppelei).
Bei einer Fraktionsanhörung der FDP im Jahr 1981 berichtete Kentler: „Diese Leute haben diese schwachsinnigen Jungen nur deswegen ausgehalten, weil sie eben in sie verliebt, verknallt und vernarrt waren.“ In einem Gutachten für die Senatsverwaltung für Familie, Frauen und Jugend bezeichnete er die Ergebnisse des Versuchs 1988 als „vollen Erfolg“. Strafrechtliche Konsequenzen hatte er für die damals bekanntgewordenen Fälle wegen Verfolgungsverjährung nicht mehr zu befürchten (durch die Reform des Sexualstrafrechts 1973 war auch der sexuelle Missbrauch von Kindern zum Vergehen gemildert worden; vor 1975 begangene Vergehen verjährten nach fünf Jahren; heute beginnt der Lauf der Verjährungsfrist bei vergleichbaren Taten erst am 30. Geburtstag des Opfers und die Verjährungsfrist für sexuellen Missbrauch von Kindern dauert zwanzig Jahre).
Kentler hielt auch während seiner Lehrtätigkeit in Hannover Kontakte zu den ehemaligen Beteiligten aufrecht und empfahl Anfang der 1990er Jahre in einem Gutachten für das Berliner Familiengericht, dass einer der missbrauchten Jugendlichen weiter bei seinem pädophilen Pflegevater, den er als „pädagogisches Naturtalent“ bezeichnete, bliebe. Er machte sein „Experiment“ 1989 sogar in einem Buch öffentlich.
Im Jahr 2015 wurden diese Vorgänge öffentlich debattiert. Die Senats-Jugendverwaltung beauftragte daraufhin die Wissenschaftlerin Teresa Nentwig von der Universität Göttingen, den Vorfall und die Verantwortung der Behörden aufzuarbeiten. Nach wie vor ist unklar, wie viele pädophile Täter Kentler mit Kindern versorgte. Über das weitere Schicksal der von den Pädophilen misshandelten, missbrauchten und vergewaltigten Kinder ist relativ wenig bekannt, derzeit gibt es lediglich zwei Personen (Marco und Sven), die bereit sind, über ihre Erlebnisse (anonym) zu berichten. Im Leben konnten die beiden nach ihren Missbrauchserfahrungen nie Fuß fassen und sind beide auf staatliche Hilfe angewiesen.

## Positionen

### Sexualität und Gesellschaft
Nach Kentlers Auffassung reicht es nicht aus, dass Eltern den sexuellen Wünschen ihrer Kinder keine Hindernisse in den Weg legen, vielmehr sollten sie ihre Kinder an die Sexualität heranführen, weil sie sonst „riskieren, dass sie [die Kinder] sexuell unterentwickelt bleiben, dass sie zu sexuellen Krüppeln werden“. Eltern trügen Kentlers Meinung nach ein hohes Maß an Verantwortung: „Den Eltern muss klargemacht werden, dass ein gutes Vertrauensverhältnis zwischen Kindern und Eltern nicht erhalten bleiben kann, wenn den Kindern die Befriedigung so stark drängender und unaufschiebbarer Bedürfnisse wie der sexuellen verwehrt wird.“ Frühe Koituserfahrungen seien sinnvoll, denn koituserfahrene Jugendliche „fordern eine eigenständige Welt der Teenager und lehnen die Normen der Erwachsenen häufiger ab“.
Ein besonderes Anliegen war Kentler der Abbau der sexuellen Repression gegen Mädchen: „Häufig war die repressive Erziehung bei ihnen sogar so erfolgreich, dass sie sexuellen Triebdruck gar nicht mehr empfinden. Ein sexuell aufgeschlossener Junge nennt ein solches Mädchen dann ‚verklemmt‘, ‚unmodern‘ – er hat damit wohl nicht so unrecht.“
Ausgehend von der Erkenntnis, dass Kinder auch schon vor der Pubertät sexuelle Bedürfnisse haben können, grenzte er deren freie Befriedigung unter Gleichaltrigen oder mit Erwachsenen deutlich vom sexuellen Missbrauch ab: „Sexuell befriedigte Kinder, die gerade auch in sexuellen Fragen zu ihren Eltern ein gutes Vertrauensverhältnis haben, sind vor sexueller Verführung und sexuellen Angriffen am besten geschützt.“ Kentler warnte die Eltern vor einer zu großen Problematisierung auch unfreiwilliger sexueller Kontakte von Kindern mit Erwachsenen: „Am verkehrtesten wäre es jetzt, wenn die Eltern die Nerven verlieren, in Panik geraten und gleich zur Polizei laufen würden.“ Wenn der Erwachsene rücksichtsvoll und zärtlich gewesen sei, könne das Kind den Sexualkontakt mit ihm sogar genossen haben. Als kaum problematisch betrachtete Kentler gleichberechtigte und diskriminierungsfreie sexuelle Beziehungen zwischen Erwachsenen und Kindern: „Werden solche Beziehungen von der Umwelt nicht diskriminiert, dann sind um so eher positive Folgen für die Persönlichkeitsentwicklung zu erwarten, je mehr sich der Ältere für den Jüngeren verantwortlich fühlt“, schrieb er 1974 in seinem Vorwort zum Aufklärungsbuch Zeig mal!

### Tätigkeit als Gerichtsgutachter
Kentler war auch als gerichtlicher Sachverständiger in Missbrauchsfällen tätig. Über die von ihm bis zu diesem Zeitpunkt bearbeiteten fast 30 Fälle erklärte er 1997: „Ich bin sehr stolz darauf, dass bisher alle Fälle, in denen ich tätig geworden bin, mit Einstellungen der Verfahren oder sogar Freisprüchen beendet worden sind.“ Kentler maß der sexuellen Aktivität von Erwachsenen mit Kindern keinen Unrechtsgehalt bei, sondern nur der dabei eventuell angewandten Gewalt. Diese aber sei untypisch, da echte Pädophile keine Gewalt anwenden würden, sondern im Gegenteil „hochsensibel gegen Schädigungen von Kindern“ seien. Im Jahr 1999 kündigte Kentler eine Buchveröffentlichung über „die ungefähr 35 Prozessverfahren gegen Unschuldige, die ich als Gutachter begleitet habe“ an, doch ließ er dann das Manuskript (Eltern unter Verdacht – Vom Missbrauch des sexuellen Missbrauchs) unveröffentlicht. Im selben Jahr erklärte er: 

„Ich habe […] in der überwiegenden Mehrheit die Erfahrung gemacht, dass sich päderastische Verhältnisse sehr positiv auf die Persönlichkeitsentwicklung eines Jungen auswirken können, vor allem dann, wenn der Päderast ein regelrechter Mentor des Jungen ist.“

## Rezeption
Dass er Jugendliche bei ihm bekannten Päderasten unterbrachte, hielt Kentler auch später keineswegs geheim, er berichtete darüber in seinem Buch Leihväter von 1989. Nachdem 1993 die Zeitschrift Emma darüber berichtet hatte, wurde er im selben Jahr in Hannover bei einer Veranstaltung von feministischen Aktivisten niedergebrüllt und von einem Zuhörer mit der Faust ins Gesicht geschlagen.
Jan Feddersen würdigte Kentler in einem Nachruf der Tageszeitung vom 12. Juli 2008  als „verdienstvollen Streiter für eine erlaubende Sexualmoral“. Ähnlich äußerten sich evangelisch-kirchliche Stellen. Das Studienzentrum für Evangelische Jugendarbeit in Josefstal wies in einem Nachruf auf umstrittene Positionen Kentlers hin, würdigte aber dennoch dessen Impulse für „institutionelle Struktur und professionelle Sozialisation“ und die Versuche, Homosexualität in der Kirche gesellschaftsfähig zu machen. Während die Arbeitsgemeinschaft Evangelischer Jugend in Deutschland nach einem Synodenantrag den Nachruf sofort entfernte, verteidigte das Studienzentrum Kentler, ohne auf die im Antrag breit dargestellten Verfehlungen zum Schutz vor sexueller Ausbeutung von Kindern einzugehen. Vielmehr habe Helmut Kentler „die konzeptionelle Entwicklung und die Studienarbeit in Josefstal nachhaltig, bis heute geprägt“. Der Landeskirchenrat der Evangelisch-Lutherischen Kirche in Bayern gab am 18. Mai 2021 eine Stellungnahme ab, der sich der Landessynodalausschuss am 21. Mai 2021 anschloss; darin bedauerten beide Kirchenorgane „zutiefst ihren kritiklosen Umgang mit Helmut Kentler in der Vergangenheit“. Der Vorstand des Studienzentrums Josefstal distanzierte sich am 26. Mai 2021 in einer Erklärung deutlich von Helmut Kentler und kündigte u. a. die Aufarbeitung zu Kentlers Einfluss auf die Theorie evangelischer Jugendarbeit an.
Positiv würdigt die Humanistische Union Person und Lebenswerk Kentlers. In ihrem Nachruf heißt es: „Ein Leuchtturm unseres Beirats ist erloschen. Wie kein zweiter verkörperte Helmut Kentler die humanistische Aufgabe einer aufklärerischen Sexualerziehung, und zudem war er ein Vorbild für öffentliche Wissenschaft. (…) Sein Habitus kombinierte in seltener Weise die Eigenschaften Kompetenz, Authentizität und Nahbarkeit, womit Kentler seine Leser wie Hörer beeindruckte … Da er sogleich Sympathien weckte, haben viele sich ihm anvertraut.“
Ursula Enders, die Gründerin des Opferhilfeverbandes „Zartbitter“, kritisiert Kentler als einen Mann mit pädosexuellenfreundlichen Positionen. Stephan Hebel bewertete in einem Leitartikel der Frankfurter Rundschau im März 2010 eine Passage aus Kentlers Vorwort zu dem Buch Zeig mal! von 1974 als „unverhohlenen Aufruf zur Pädophilie“; ähnlich äußerte sich Alice Schwarzer in der Zeitschrift Emma. Auch die evangelischen Autoren Andreas Späth und Menno Aden greifen in ihrem Buch Die missbrauchte Republik – Aufklärung über die Aufklärer Kentler scharf an. Aufgrund eines Artikels von Ursula Enders in Emma wurde 1997 „in letzter Minute“ verhindert, dass Kentler 1997 den Magnus-Hirschfeld-Preis erhielt. Er sollte den Preis vor allem für sein Engagement in der ökumenischen Arbeitsgruppe Homosexuelle und Kirche erhalten.
In der Die Zeit ordnete im Oktober 2013 Adam Soboczynski kritisch Kentler in eine Pädophilieverharmlosung der 1970er Jahre ein. Beispielsweise auch Die Zeit habe ja 1969 eine Abhandlung des „pädophiliefreundlich gesinnten Wissenschaftlers“ veröffentlicht. Soboczynski erklärte dies so, dass dem seinerzeitigen Mainstream in Anlehnung an Wilhelm Reich „sexuelle Befreiung“ als  „antifaschistisches Projekt“ gegolten habe. Verrissen wurde diese Abhandlung von Georg Diez auf Spiegel online: Soboczynski sei es überhaupt nicht darum gegangen, Kentler „ernst zu nehmen und zu analysieren“. Sondern seine Ausführungen stünden in der Reihe besessener, wirrer Abrechnungen mit den 68ern; er stelle kaum belegbare, „eng geschraubte Behauptungen“ auf, etwa dass die sexuelle Befreiung als antifaschistisches Projekt gegolten habe.
2013 ordnete der Politikwissenschaftler Franz Walter vom Göttinger Institut für Demokratieforschung, der damals die frühere Stellung von Teilen von Grünen und FDP zur Pädophilie untersuchte, Kentler eine Schlüsselrolle in deutschen Netzwerken pädophiler Aktivisten zu.
Am 6. Mai 2021 hieß es in einer Mitteilung des Berliner Senats: „Im Ergebnis ist davon auszugehen, dass es ein Netzwerk von Akteuren gab, das pädophile Positionen gestärkt und legitimiert hat. Pädophile Übergriffe wurden in unterschiedlichen Konstellationen nicht nur geduldet, sondern auch arrangiert und gerechtfertigt.“

## Untersuchungen gegen Kentler
Nach öffentlichem Druck gab die Berliner Senatsverwaltung 2015 bei der Politikwissenschaftlerin Teresa Nentwig vom Institut für Demokratieforschung in Göttingen eine Studie über das Experiment in Auftrag, das Kentler mit Unterstützung des Jugendamts Ende der 1960er Jahre in Berlin durchgeführt hatte. In diesem Zusammenhang nannte es die Berliner Bildungssenatorin Sandra Scheeres ein „Verbrechen in staatlicher Verantwortung“. Betroffene, die sich 2017 an die zuständige Senatorin gewandt hatten, zeigten sich enttäuscht von der geringen Unterstützung. 2017/18 wurde Nentwig auch in Niedersachsen mit der Erforschung des Wirkens von Kentler beauftragt. Dieser hatte sich auch in Hannover mit verhaltensauffälligen Jugendlichen befasst, dort ebenfalls Kontakte zum Jugendamt gehabt und in dessen Auftrag die erste Pflegschaft eines lesbischen Paares wissenschaftlich begleiten sollen, was aber nicht zustande kam, da das Paar aus persönlichen Gründen von der Pflegschaft Abstand nahm.
Im Januar 2018 gab die Leibniz Universität Hannover bekannt, dass sie weitere Untersuchungen zu Kentler veranlasst habe. „Ich bin geradezu schockiert, dass sich seinerzeit die Exekutive wie die Judikative davon haben vereinnahmen lassen“, sagte Präsident Volker Epping beim Neujahrsempfang. „Ich bin auch völlig irritiert, dass die Fachcommunity dieses Agieren Kentlers nicht kommentiert, nicht aufgeschrien hat!“ Erst nach Abschluss des durch das Niedersächsische Ministerium für Wissenschaft und Kultur geförderten Projekts Die Rolle des Sexualwissenschaftlers im Pädosexualitätsdiskurs – zum Beispiel Helmut Kentler sei der Universität (neun Jahre nach Kentlers Tod) das Ausmaß des Falles deutlich geworden. Ziel der weiteren Untersuchung werde es sein, die Umstände von Promotion, Berufung und Wirken Kentlers bis zu seiner Emeritierung genauer zu untersuchen. Dazu gehöre auch das Verhalten von Universität, Fakultät und Fachbereich mit Blick auf seine Person. Zur sachgerechten Aufarbeitung würden Aufträge an externe, unabhängige Personen vergeben.
Am 15. Juni 2020 wurde in Berlin ein von Wissenschaftlern der Universität Hildesheim erarbeiteter Ergebnisbericht Helmut Kentlers Wirken in der Berliner Kinder- und Jugendhilfe vorgestellt. Die Untersuchung stellte fest: „Dabei kann vermutet werden, dass Kentler sich der Strafbarkeit seines sogenannten ‚Experimentes‘ bewusst war, da er zum einen erst nach der Verjährungsfrist öffentlich zu seinem ‚Experiment‘ Stellung nimmt und er zum anderen Hinweise verwischt, auch auf der Ebene der Dokumente, die er hinterlässt.“ Die Berliner Bildungssenatorin Scheeres stellte den von Missbrauch Betroffenen eine finanzielle Entschädigung durch das Land Berlin in Aussicht. Diese Zusage wurde am 27. April 2021 in einer Pressemitteilung bestätigt.
Die Jugend- und Familienministerkonferenz (JFMK) beschloss auf ihrer Sitzung am 6. Mai 2021, das Wirken Kentlers nun auch bundesweit aufzuarbeiten. Die Bundesländer wurden aufgefordert, eine bundesweite und unabhängige Untersuchung zu unterstützen. Es ist unklar, wie viele Opfer das Kentler-„Experiment“ gefordert hat, da die Unterlagen nicht vollständig vorliegen. Die Berliner Bildungssenatorin Sandra Scheeres erklärte, mit Blick auf ein mutmaßliches Netzwerk und bundesweite Bezüge bestehe ein weiterer Aufarbeitungs- und Forschungsbedarf. Sie habe daher ein drittes Forschungsprojekt bei der Universität Hildesheim in Auftrag gegeben mit der Aufgabe, eventuelle bundesweite Verflechtungen zu untersuchen.
Im Dezember 2022 legte die Universität Hildesheim einen Zwischenbericht mit dem Titel Helmut Kentlers Wirken in der Berliner Kinder- und Jugendhilfe – Aufarbeitung der organisationalen Verfahren und Verantwortung des Berliner Landesjugendamtes vor. Darin wird Kentler selbst, gestützt auf die Aussagen eines nicht namentlich genannten Zeugen, der als Jugendlicher in den 1970er Jahren bei Kentler in dessen Wohnung untergebracht war, massiver Übergriffe und sexualisierter Gewalt insbesondere gegenüber Kindern im Alter von 10 bis 14 Jahren beschuldigt.
Am 23. Februar 2024 wies Der Spiegel auf den Ergebnisbericht „Helmut Kentlers Wirken in der Berliner Kinder- und Jugendhilfe – Aufarbeitung der organisationalen Verfahren und Verantwortung des Berliner Landesjugendamtes“ vom selben Datum hin.
In diesem Bericht werden die Ergebnisse der Aufarbeitung zu „Helmut Kentlers Wirken in der Berliner Kinder- und Jugendhilfe – Aufarbeitung der organisationalen Verfahren und Verantwortung des Berliner Landesjugendamtes“ vorgestellt. Im Fokus der Aufarbeitung steht einerseits, die Verfahren, in denen das Landesjugendamt Verantwortung für Kinder und Jugendliche trug, zu rekonstruieren. Andererseits werden die Verflechtungen des Landesjugendamts auch über Berlin hinaus mit anderen Institutionen und Akteuren herausgearbeitet. Als Ergebnis lässt sich ein deutschlandweites Netzwerk rekonstruieren, in dem verschiedene Akteure aus Wissenschaft, Kinder- und Jugendhilfe, Verwaltung u. a. als Vertreter der Heimreform und/oder Sexualpädagogik in Zusammenarbeit mit dem Berliner Landesjugendamt pädophile Positionen und sexualisierte Gewalt unterstützten, legitimierten, duldeten, rechtfertigten und/oder selbst ausgeübt haben.
Danach hatte Kentler jahrzehntelang Minderjährige an teils vorbestrafte Pädokriminelle vermittelt. Dieses Missbrauchsnetzwerk sei deutlich größer als bisher bekannt, denn das Netzwerk hochrangiger beteiligter Personen ginge weit über Berlin hinaus.

## Schriften (Auswahl)
- Jugendarbeit in der Industriewelt. Bericht von einem Experiment. 2. Auflage. Juventa Verlag, München 1962.
- Was ist Jugendarbeit? zus. mit C. W. Mueller, Klaus Mollenhauer und Hermann Giesecke, Juventa, München 1964.
- Für eine Revision der Sexualpädagogik. Juventa-Verl., München 1967.
- Jugendarbeit mit emanzipierter Jugend. In: Deutsche Jugend, 1969, Heft 5.
- Sexualerziehung. Rowohlt, Reinbek bei Hamburg 1981 (1. Auflage 1970).
- Texte zur Sozio-Sexualität. Leske, Opladen 1973.
- Zeig mal! (Vorwort von H. Kentler); Autorin Helga Fleischhauer-Hardt mit Fotografien von Will McBride; Jugenddienst-Verlag, Wuppertal 1974.
- Urlaub, einmal anders. Düsseldorf (Hrsg. DGB-BuVo, Abt.Jug.) 1975.
- Eltern lernen Sexualerziehung. Rowohlt, Reinbek bei Hamburg 1995 (1. Auflage 1975).
- Taschenlexikon Sexualität. Schwann, Düsseldorf 1982.
- Die Menschlichkeit der Sexualität. In: Helmut Kentler (Hrsg.): Die Menschlichkeit der Sexualität. Kaiser, München 1983, S. 15–59.
- Sexualwesen Mensch. Piper, München 1988.
- Leihväter. Kinder brauchen Väter. Rowohlt, Reinbek bei Hamburg 1989.
- Täterinnen und Täter beim sexuellen Missbrauch von Jungen. In: Katharina Rutschky, Reinhardt Wolff (Hrsg.): Handbuch sexueller Mißbrauch. Klein, Hamburg 1999.